# Johan Coenraad van Hasselt
Johan Coenraad van Hasselt est un zoologiste et botaniste néerlandais, né le 24 juin 1797 à Doesburg et mort à Buitenzorg le 8 septembre 1823. Il participe à une expédition scientifique avec son ami Heinrich Kuhl : tous deux y sont morts de maladie.

## Biographie

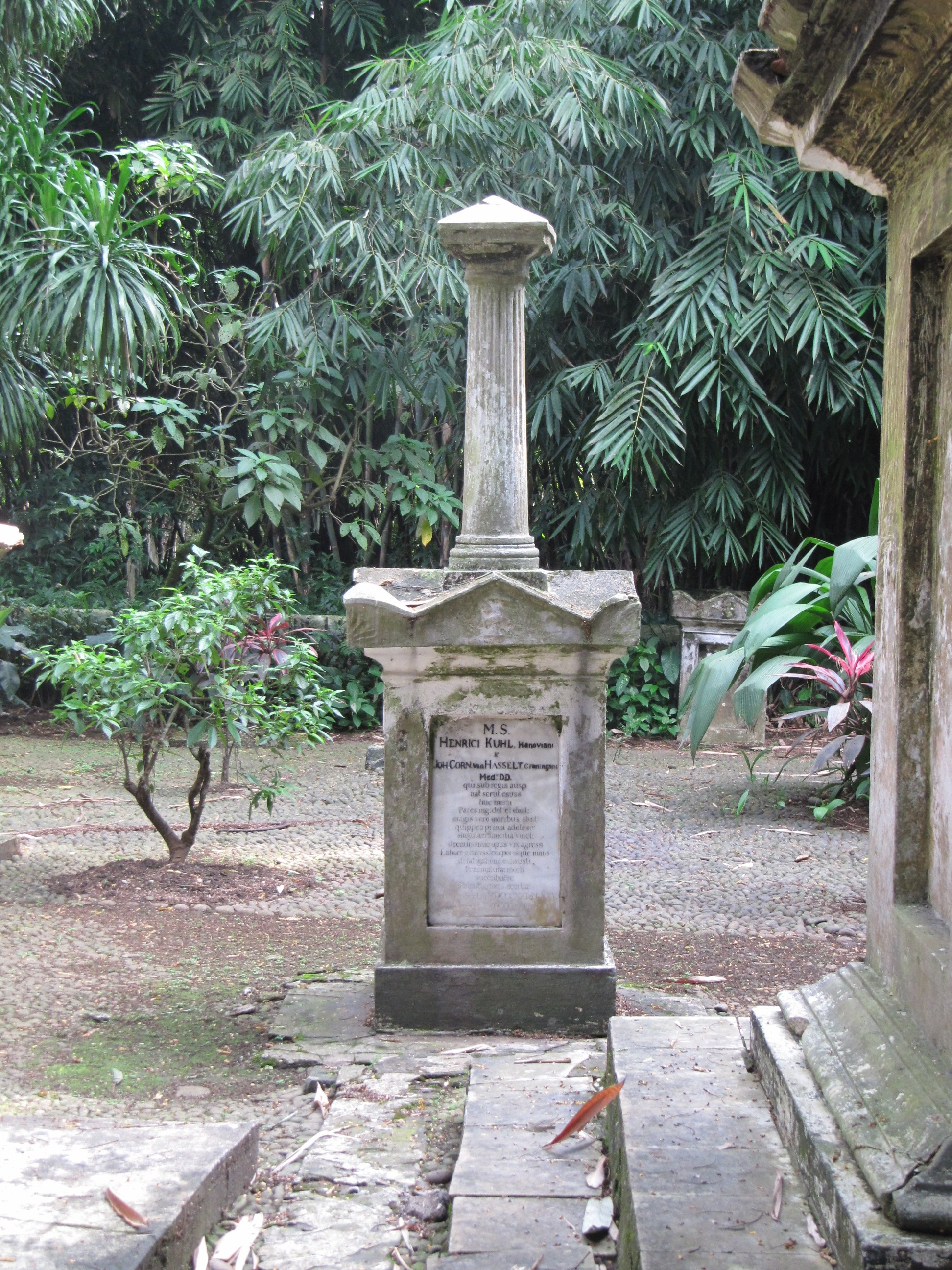
La tombe de Heinrich Kuhl et de Johan Coenraad van Hasselt à Bogor.

Coenraad van Hasselt étudie la médecine à l'université de Groningue. Il s'intéresse à l'histoire naturelle en lien avec ses études de médecine. En 1820, il participe aux côtés de son ami Heinrich Kuhl à une expédition scientifique pour le compte du Musée d'histoire naturel de Leyde et ayant pour but d'étudier la faune et la flore de l'île de Java, faisant alors partie des Indes orientales néerlandaises. Ils prennent la mer à Texel le 11 juillet et atteignent Batavia en décembre après avoir fait escale à Madère, au cap de Bonne-Espérance et aux îles Cocos. Ils effectuent déjà des collectes au cours du voyage. 
Les lettres que van Hasselt et Khul envoient en Europe sont publiées dans des journaux scientifiques néerlandais, anglais et français. Ils décrivent 79 espèces de poissons d'eau douce en y associant des dessins. Khul meurt après neuf mois sur l'île ; van Hasselt poursuit leur travail pendant deux ans mais il contracte une violente fièvre et la diarrhée en août 1823 lors d'un voyage à Banten. Il meurt à son tour de fatigue et de maladie un mois plus tard. Il est enterré dans la même tombe que son ami. Au terme de cette expédition, le musée a reçu 200 squelettes, 200 peaux de mammifères représentant 65 espèces, 2 000 peaux d’oiseaux, 1 400 poissons, 300 reptiles et amphibiens ainsi que de très nombreux insectes et crustacés.
Plusieurs taxons botaniques lui sont dédiés : les genres Hasseltia et Hasseltiopsis au sein de la famille des Salicacées, et le genre Kuhlhasseltia qui est également dédiée à Kuhl. En zoologie, le requin Chiloscyllium hasseltii est un autre hommage.